# Елона кемперська
Елона кемперська (Elona quimperiana) — вид наземних черевоногих молюсків з родини Elonidae. Поширений на Піренейському півострові та у Франції. Вид занесений до Бернської конвенції та інших природоохоронних документів.

## Поширення
Цей вид має широкий ареал на півночі Піренейського півострова від узбережжя Атлантичного океану (північно-західна Іспанія) до західних Піренеїв. Існує також кілька ізольованих субпопуляцій в регіоні Ла-Ріоха (північ Іспанії) і в Бретані (Франція). Вид також присутній у дуже вузькій лінії на північно-західному кордоні Португалії. Цей вид мешкає в помірних і вологих листяних лісах.

## Опис
Ширина раковини 20-30 мм, висота 10-12 мм. Має п'ять або шість завитків. Раковина пупчаста і планорбоїдна за формою. Шпиль злегка увігнутий. Периферія широко округла, рогова з кількома варикоїдними білими смужками. Діафрагма півмісяцеподібна і злегка похилена. Губа біла, зверху розширена, знизу відбита, кінці віддалені. Щелепа має 11-16 вузьких ребер.

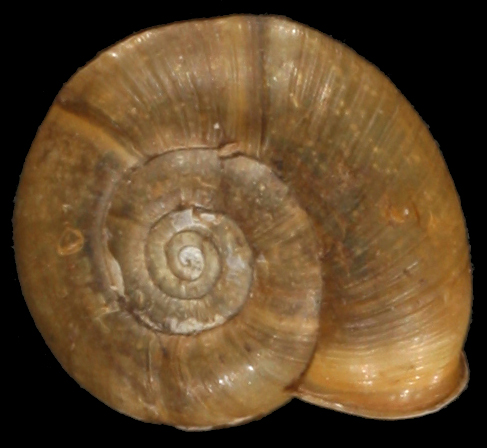
апікальна сторона
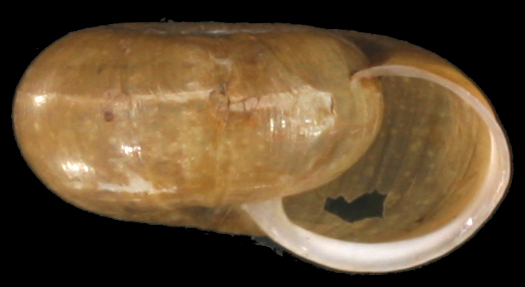
апертуральна сторона
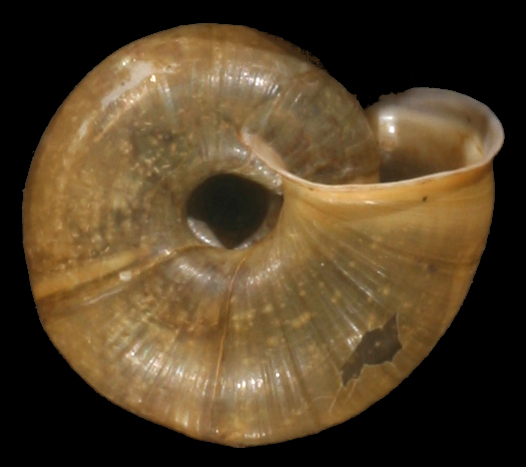
умбілікальна сторона

## Спосіб життя
Як і інші легеневі, равлики та слимаки, елона кемперська є гермафродитом. Статева зрілість настає приблизно у дворічному віці. Кладка відкладається в крихітних природних тунелях ґрунту. У Бретані є два щорічні періоди розмноження, вилуплення яких відбувається навесні (квітень-травень) і восени (вересень-жовтень). Харчується міцелієм, шукаючи його на гнилих, мертвих пнях (в основному на дубі). and a public domain text from references.

## Охорона
Elona quimperiana охороняється в Європі і занесена до Додатку ІІ Бернської конвенції (охоронна категорія: вид підлягає особливій охороні), а також до Директиви Європейського Союзу 92/43/ЄС «Про збереження природних оселищ та видів природної фауни і флори» (Додаток ІІ. Види рослин і тварин, що становлять особливий інтерес для Європейського Союзу, збереження яких потребує створення територій особливої охорони. Додаток IV. Види рослин і тварин, що становлять особливий інтерес для Європейського Союзу, які потребують суворих заходів охорони).